# Associazione Calcio Pinerolo 1940-1941
Questa voce raccoglie le informazioni riguardanti l'Associazione Calcio Pinerolo nelle competizioni ufficiali della stagione 1940-1941.

## Rosa
| N. |                   | Ruolo | Calciatore             |
| -- | ----------------- | ----- | ---------------------- |
|    | Italia (bandiera) | A     | Giuseppe Bortoletto    |
|    | Italia (bandiera) | C     | Luciano Bosotti        |
|    | Italia (bandiera) | A     | Francesco Bunino       |
|    | Italia (bandiera) | D     | Giuseppe Calliero      |
|    | Italia (bandiera) | C     | Gino Caramelli         |
|    | Italia (bandiera) | D     | Sebastiano Chiaramello |
|    | Italia (bandiera) |       | U. Clapier             |
|    | Italia (bandiera) | D     | Michele Comba          |
|    | Italia (bandiera) |       | Giuseppe Corticelli    |
|    | Italia (bandiera) |       | Rinaldo Demaria        |
|    | Italia (bandiera) |       | C. Favero              |
|    | Italia (bandiera) | D     | Alessandro Garbolino   |
|    | Italia (bandiera) | A     | Lorenzo Gilli          |
|    | Italia (bandiera) | A     | Emilio Giordano        |

| N. |                   | Ruolo | Calciatore                |
| -- | ----------------- | ----- | ------------------------- |
|    | Italia (bandiera) | C     | A. Gorla                  |
|    | Italia (bandiera) | A     | Gino Guittini             |
|    | Italia (bandiera) | C     | Mauro Lorini              |
|    | Italia (bandiera) | D     | Cesare Martin (II)        |
|    | Italia (bandiera) | P     | Antonio Maurino           |
|    | Italia (bandiera) | P     | Cesare Meneghetti         |
|    | Italia (bandiera) |       | Fermo Messa               |
|    | Italia (bandiera) |       | E. Mossino                |
|    | Italia (bandiera) | D     | Arturo Palandella         |
|    | Italia (bandiera) | A     | Giovan Battista Pastorino |
|    | Italia (bandiera) | C     | Luigi Poet                |
|    | Italia (bandiera) | C     | G. Scotti                 |
|    | Italia (bandiera) | D     | Francesco Tosel           |